# Quincy-sous-le-Mont
Quincy-sous-le-Mont – miejscowość i gmina we Francji, w regionie Hauts-de-France, w departamencie Aisne.
Według danych na styczeń 2014 roku gminę zamieszkiwało 68 osób, a gęstość zaludnienia wynosiła 12,9 osób/km².